# Геррикаэчеваррия, Хорхе
Хо́рхе Геррикаэчеварри́я (исп. Jorge Guerricaechevarría; род. 10 июля 1965, Авилес, Астурия) — испанский сценарист баскского происхождения.

## Биография
Хорхе Геррикаэчеваррия изучал историю в Университете Страны Басков, где также познакомился с Алексом де ла Иглесией. Геррикаэчеваррия написал сценарии практически ко всем его фильмам, в том числе, к «Операции „Мутанты“», «Дню зверя» и «Убийству в Оксфорде». Геррикаэчеваррия четыре раза номинировался на премию «Гойя» и удостоился этой награды за фильм «Камера 211». В 2010 году Геррикаэчеваррия номинировался на премию Европейской киноакадемии за лучший сценарий. В 2013 году Геррикаэчеваррия получил номинацию на премию «Гойя» за лучший адаптированный сценарий к фильму «Конец света».

## Фильмография
- 1993: Операция «Мутанты» / Acción mutante
- 1995: День зверя / El día de la bestia
- 1997: Живая плоть / Carne trémula
- 1997: Пердита Дуранго / Perdita Durango
- 2000: Коммуналка / La comunidad
- 2002: 800 пуль / 800 balas
- 2002: За нами смотрят[англ.] / Nos miran.
- 2004: Идеальное преступление / Crimen ferpecto
- 2006: Ящик Ковака / La caja Kovak
- 2006: Детская комната / Películas para no dormir: La habitación del niño
- 2008: Убийства в Оксфорде / Los crímenes de Oxford
- 2009: Камера 211. Зона / Celda 211
- 2012: Конец света / Fin
- 2014: Эль-Ниньо / El Nino
- 2017: Дикая история

## Номинации

#### Cinema Writers Circle Awards(Испания)[2]
- 2009 — Лучший сценарий / Убийства в Оксфорде
- 2010 — Лучший сценарий / Камера 211. Зона
- 2013 — Лучший адаптированный сценарий / Конец света
- 2015 — Лучший оригинальный сценарий / Эль-Ниньо
- 2018 — Лучший адаптированный сценарий

#### Гойя[3]
- 1996 — Лучший оригинальный сценарий / День зверя
- 2001 — Лучший оригинальный сценарий / Коммуналка
- 2009 — Лучший адаптированный сценарий / Убийства в Оксфорде